# Obrenovac
Obrenovac (v srbské cyrilici Обреновац) je město v severní části centrálního Srbska poblíž Bělehradu. Patří k menším městům; v roce 2011 mělo 23 620 obyvatel. Administrativně je součástí města Bělehradu. Severně od Obrenovace teče řeka Sáva, některé části města se nacházejí na jejím břehu, město obklopují četné meandry tohoto toku. Jižně od Obrenovace potom teče řeka Kolubara, která se zde do Sávy vlévá.

## Název
Svůj název má město podle knížete Miloše Obrenoviće, který o přejmenování rozhodl dekretem 7. prosince 1859. Původní název města byl Palež (cyrilicí Палеж).

## Historie
Ve středověku byla oblast součástí srbského státu. Vládce Dragutin Nemanjić zde vládl v letech 1282-1319. V roce 1521 tuto oblast dobyla Osmanská říše, která ji ovládala následujících zhruba 300 let. Následně bylo dějištěm četných bitev v častých osmansko-habsburských válkách a často měnilo majitele. Rakušané lokalitu označovali jako Dva mosty (německy Zweibrücken) a místní Slované (Srbové) pod názvem Palež, jako vypálené místo. 
Dne 11. dubna 1815, během druhého srbského povstání, bylo město vypáleno srbskými vojsky v bitvě proti Osmanům. Obnoveno bylo v roce 1859 srbským knížetem Milošem Obrenovićem, po němž bylo pojmenováno. 
V letech 1905 až 1906 byla z vesnice Zabrežje, která stojí na břehu řeky Sávy, vybudována úzkorozchodná železnice, která umožnila napojit západní část Srbska na obchodní trasy na řece Sávě.
V roce 1957 byla obec Obrenovac začleněna z administrativního hlediska pod město Bělehrad.
Dnem obce je 20. prosinec, datum vydání dekretu knížete Miloše Obrenoviće, jímž byl ustanoven název Obrenovac, a jejím patronem je Nejsvětější Trojice.
Obrenovac byl srbským městem, které nejvíce poškodily povodně v květnu 2014. Většina obyvatel byla evakuována do bezpečí. Náhlý příval vody z řeky Kolubary 15. května město zpustošil, zahynulo nejméně 14 osob a několik osob bylo pohřešováno. Později sem byla z Bělehradu zavedena také dálnice, a to č. A2, která dále pokračuje na jihozápad země.

## Ekonomika
Obrenovac se nachází při řece Sávě. V jeho blízkosti se také nalézá Tepelná elektrárna Nikola Tesla. Na břehu Sávy stojí také pivovar.

## Doprava
Městem prochází zmíněná dálnice č. A2, jejíž jeden výjezd leží východně od středu Obrenovace. Železniční spojení město se zbytkem Srbska nemá, železniční vlečka nicméně vede do blízké elektrárny. Dříve sem vedla úzkorozchodná dráha, původní budova nádraží dodnes slouží jako budova autobusové stanice.

## Turistika
Nedaleko města leží přírodní lokalita Zabran, která je od roku 2013 chráněná. Nedaleko města také leží i prameny léčivé vody s obsahem síry. 

## Sport
Ve městě se nachází rozsáhlé Sportovně-kulturní centrum Obrenovac. Stojí zde také stadion fotbalového týmu FK Radnički Obrenovac 1927.

## Známé osobnosti
- Živko Adamović (1923–1998), entomolog a ekolog
- Milan Stanković (* 1987), zpěvák
- Aleksandar Ranković, politik